# U nich doma
U nich doma (Dans la maison, tj. V domě) je francouzský hraný film z roku 2012, který režíroval François Ozon podle vlastního scénáře. Film je adaptací divadelní hry španělského dramatika Juana Mayorgy. Snímek měl světovou premiéru na Mezinárodním filmovém festivalu v Torontu 10. září 2012.

## Děj
Germain je profesorem francouzštiny na lyceu. V novém školním roce začne učit ve 2. C a hned od počátku si všimne literárně nadaného studenta Clauda. Ten doučuje matematiku svého spolužáka Raphaëla a ve slohových cvičeních profesorovi popisuje, co viděl a zažil v jejich domě. Profesor ho podporuje a nabádá k dalšímu pokračování. Claude tedy popisuje, co zažívá v domě, ale není zcela jasné, co je realita a co výmysl. Germain předčítá texty své manželce Jeanne, které se takováto metoda výuky příliš nezamlouvá.

## Obsazení
| Fabrice Luchini       | profesor Germain Germain  |
| Kristin Scott Thomas  | Jeanne, jeho žena         |
| Ernst Umhauer         | student Claude Garcia     |
| Bastien Ughetto       | student Raphaël Artole    |
| Denis Ménochet        | Raphaël Artole, jeho otec |
| Emmanuelle Seignerová | Esther, jeho matka        |
| Jean-François Balmer  | ředitel školy             |
| Catherine Davenier    | Anouk                     |
| Vincent Schmitt       | Bernard                   |
| Jacques Bosc          | Claudův otec              |

## Ocenění
- Mezinárodní filmový festival v San Sebastiánu: Zlatá mušle pro nejlepší film a cena poroty pro nejlepší scénář (François Ozon)
- Mezinárodní filmový festival v Tromsø: cena Dona Quijota
- Mezinárodní filmový festival v Torontu: cena FIPRESCI
- Prix Lumières: nejslibnější herec (Ernst Umhauer)
- Evropská filmová cena: nejlepší scénář (François Ozon)

Film byl rovněž nominován na cenu César v kategoriích nejlepší film, nejlepší režie (François Ozon), nejlepší herec (Fabrice Luchini), nejslibnější herec (Ernst Umhauer), nejlepší adaptace a nejlepší filmová hudba.
Na Evropskou filmovou cenu byl také nominován v kategoriích nejlepší režie (François Ozon) a nejlepší herec (Fabrice Luchini)